# Amelie Fried
Amelie Fried (Ulm, 6 de setembre de 1958) és una escriptora i presentadora alemanya. El seu pare, Kurt Fried, és el fundador i editor de Schwäbischen Donauzeitung, avui part de Südwest Presse. La seva obra del 2008 Schuhhaus Pallas. Wie meine Familie sich gegen die Nazis wehrte versa sobre les persecucions que la seva família d'origen jueu va sofrir durant el Tercer Reich.

## Obres
- 1996 : Traumfrau mit Nebenwirkungen, Hoffmann und Campe
- 1997 : Hat Opa einen Anzug an ?, Hanser Verlag
- 1999 : Am Anfang war der Seitensprung, Heyne Verlag
- 1999 : Der unsichtbare Vater, Hanser Verlag
- 1999 : Wann findet dónes Leben statt ?, Rororo Verlag
- 2000 : Der Mann von nebenan, Heyne Verlag
- 2001 : Geheime Leidenschaften und andere Geständnisse, Heyne Verlag
- 2001 : Glücksspieler, Heyne Verlag {
- 2003 : Verborgene Laster, Heyne Verlag
- 2003 : Liebes Leid und Lust, Heyne Verlag
- 2005 : Rosannas Tochter, Heyne Verlag
- 2007 : Die Findelfrau, Heyne Verlag
- 2008 : Schuhhaus Pallas. Wie meine Familie sich gegen die Nazis wehrte, Hanser Verlag (amb Peter Probst)

Llibres infantils
- Tac und Kaninchen, amb Peter Probst
- Tac und Kaninchen, cbj (Band 1)
- Tac und Kaninchen – Fette Beute, cbj (Band 2)
- Tac und Kaninchen – Armi Millionäre, cbj (Band 3)
- Tac und Kaninchen – Nie mehr Schule, cbj (Band 4)
- Tac und Kaninchen – Hilfe für Ali, cbj (Band 5)
- Tac und Kaninchen – Dem Phantom auf der Spur, cbj (Band 6)

Uns altres
- 1995 : Die Störenfrieds, Mosaik Verlag
- 1997 : Neues von den Störenfrieds, Mosaik Verlag
- 1997 : Hat Opa einen Anzug an ?, Hanser Verlag
- 2006 : Amelie Fried (éd.), Ich liebe dich wie Apfelmus. Die schönsten Gedichte für Kleine und Großi, cbj